# Hemavan
Hemavan – miejscowość, port lotniczy w północnej Szwecji, w gminie Storuman, nad rzeką Umeälven. W roku 2017 wieś liczyła 278 mieszkańców.
Hemavan razem z Tärnaby tworzą największy ośrodek narciarski w północnej Szwecji obejmujący łącznie 45 stoków i 14 wyciągów.  
Wokół Hemavan rozciągają się góry z najwyższym szczytem Norra Sytertoppen (1768 m n.p.m.).

## Historia
- 1834 – miejscowość została założona pod nazwą Björkfors.
- 1918 – zmiana nazwy na obecną.
- 1954 – otwarto pierwszy wyciąg narciarski.
- 1993 – Port lotniczy Hemavan zostaje otwarty dla ruchu komercyjnego.

## Galeria

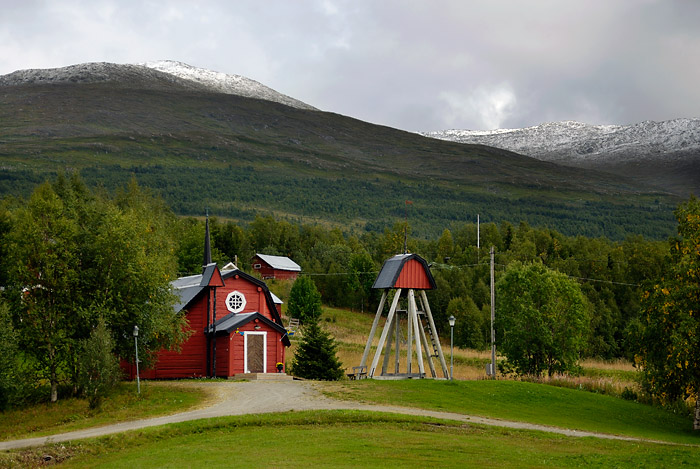
Kościół luterański otwarty w roku 1971.
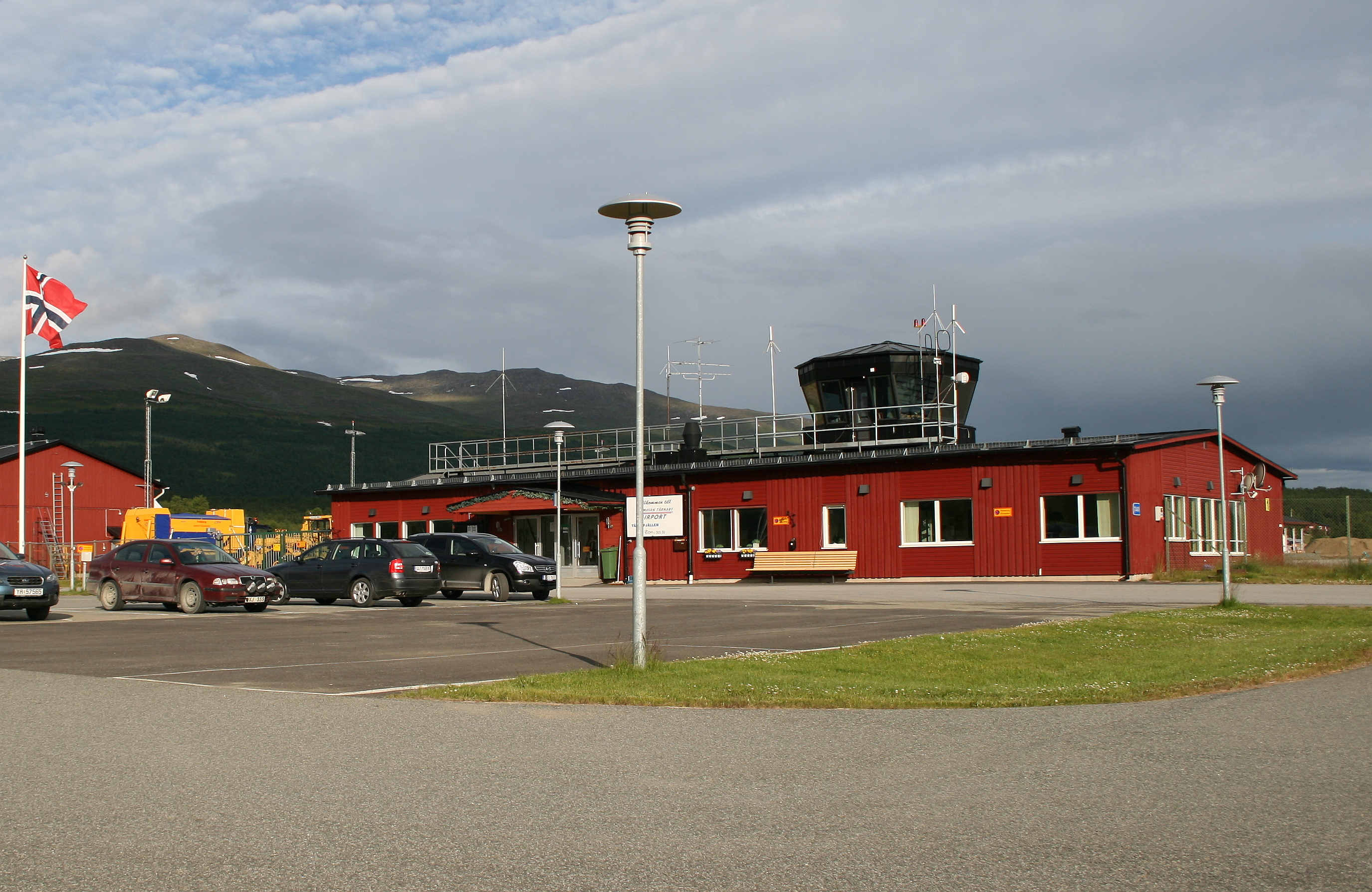
Stacja lotnicza.
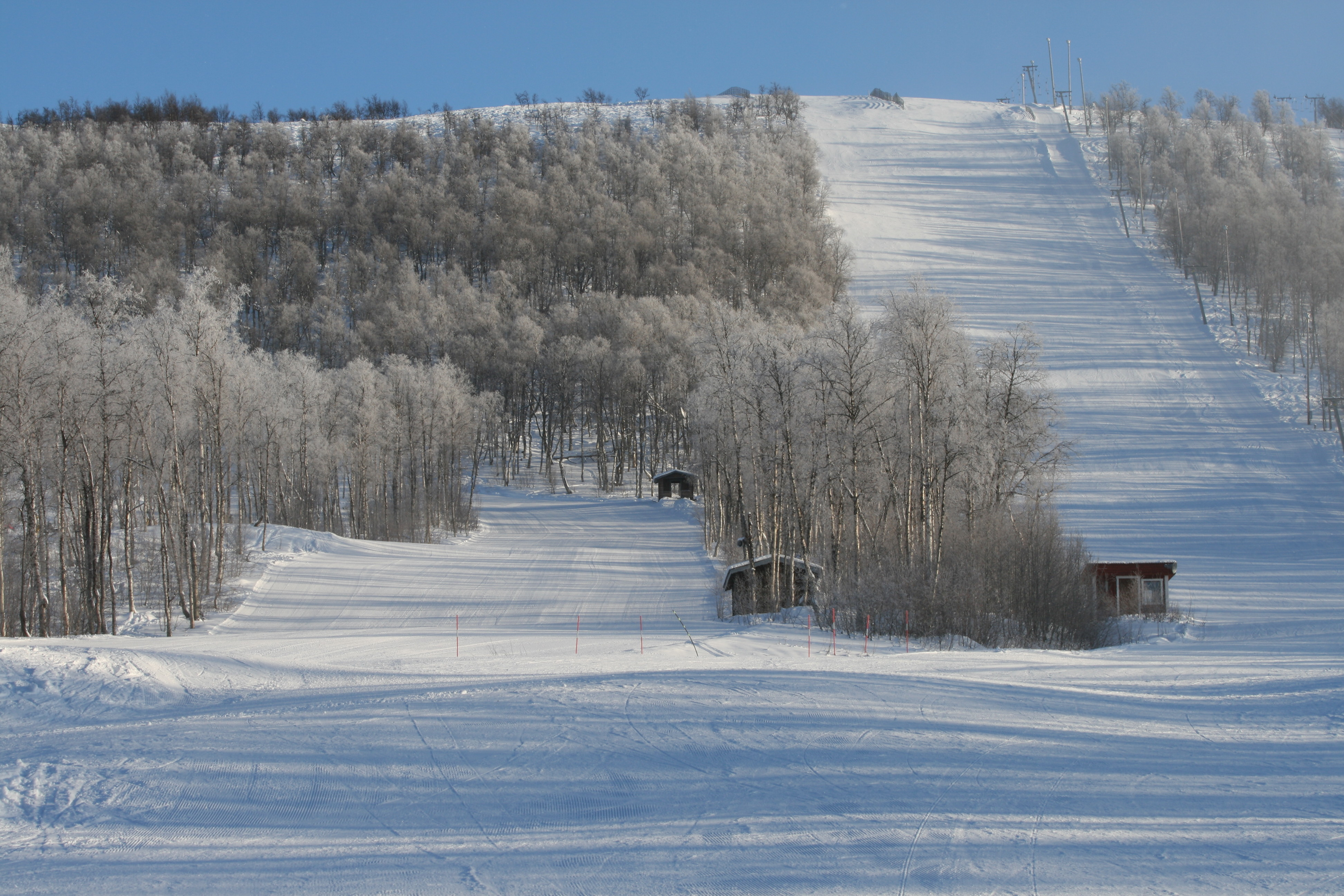
Jeden ze stoków narciarskich.
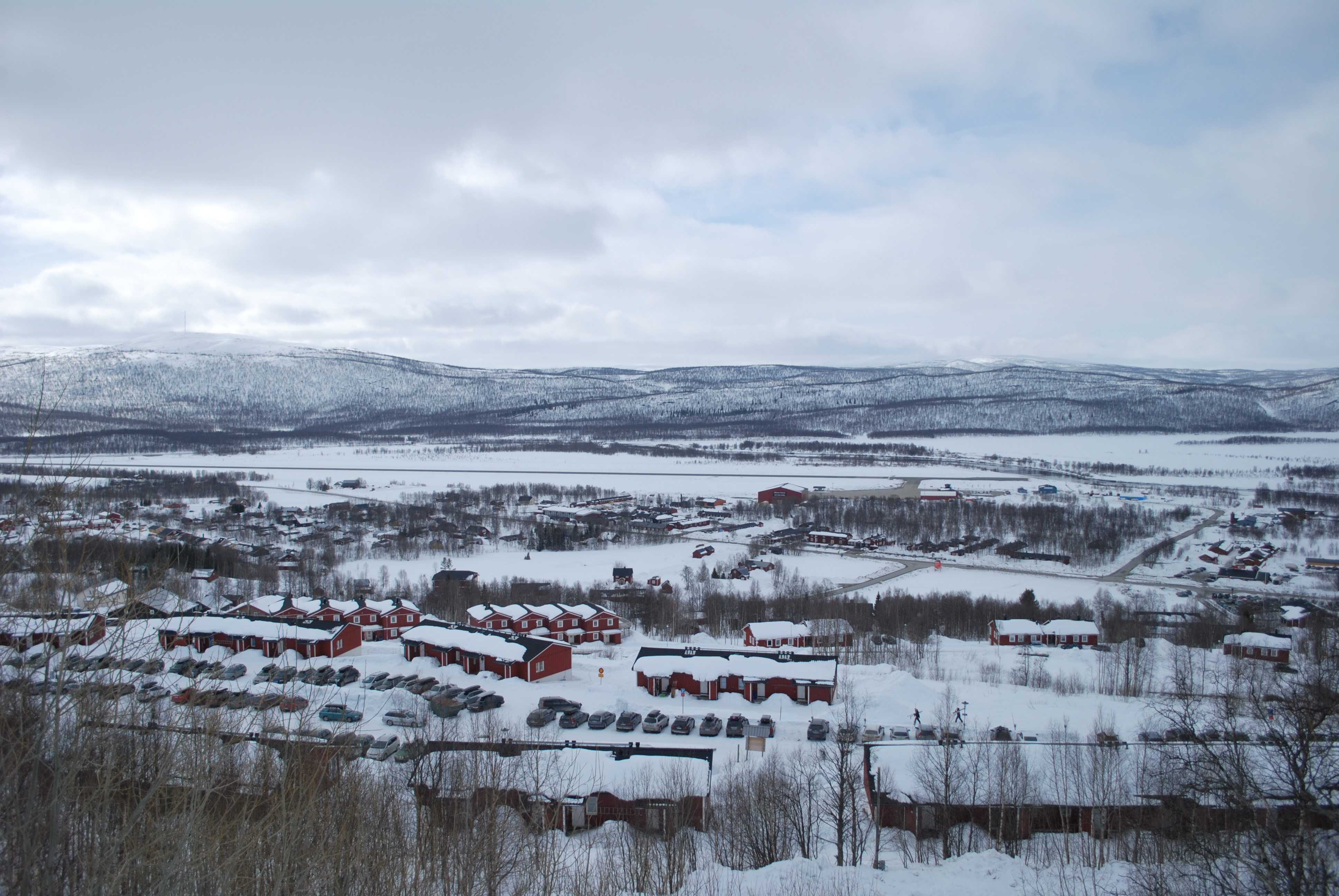
Hemavan w okresie zimowym 2012.